# Stenocercus chrysopygus
Stenocercus chrysopygus är en ödleart som beskrevs av  George Albert Boulenger 1900. Stenocercus chrysopygus ingår i släktet Stenocercus och familjen Tropiduridae. Inga underarter finns listade i Catalogue of Life.